# Eastar Jet
Exciting Flying
Eastar Jet (ESR) (Hangeul: 이스타 항공; RR: Iseuta Hanggong) est une compagnie aérienne à bas prix dont le siège se situe à Banghwa-dong, Gangseo-gu, à Séoul, en Corée du Sud. Le 7 janvier 2009, Eastar Jet lance son premier vol entre l'Aéroport international de Gimpo et l'Aéroport international de Jeju. Aujourd'hui, la compagnie aérienne propose 14 destinations vers huit pays. Sa plateforme aérienne principale se situe sur l'aéroport international de Gimpo

## Histoire

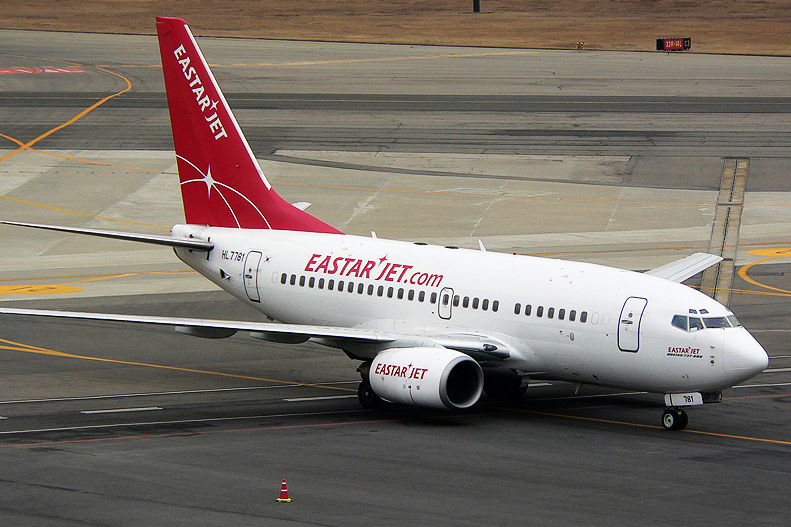
Boeing 737-600 d'Eastar Jet

Eastar Jet est créée le 26 octobre 2007 et obtient son certificat d'exploitant aérien l'année suivante le 6 août. Le 7 janvier 2009, Eastar Jet lance son premier vol commercial de Séoul à Jeju en Boeing 737. La compagnie lance sa deuxième route - Cheongju-Jeju - le 12 juin 2009. Six mois après, le 24 décembre 2009, Eastar Jet lance son premier vol international d'Incheon à Kuching, en Malaisie. Dans les deux ans suivant le début des opérations, la compagnie aérienne atteint la barre du million de passagers transportés le 6 janvier 2010[réf. souhaitée].
La compagnie aérienne rejoint l' Alliance U-FLY le 27 juillet 2016 ; c'est le cinquième membre de l'alliance.
Le 2 mars 2020, Jeju Air, l'un des transporteurs coréens à bas prix décide de reprendre les droits de gestion d'Eastar Jet et signe un contrat de négociation d'actions et Jeju Air acquiert une participation de 51,17% dans Eastar Jet pour un prix de 54,5 milliards de wons. Le plan de fusion et acquisition de Jeju Air est approuvé par la Commission du commerce équitable de la République de Corée. Cependant, le 23 juillet 2020, Jeju Air annonce qu'elle renoncerait à l'acquisition d'Eastar Jet en raison d'une forte incertitude,.

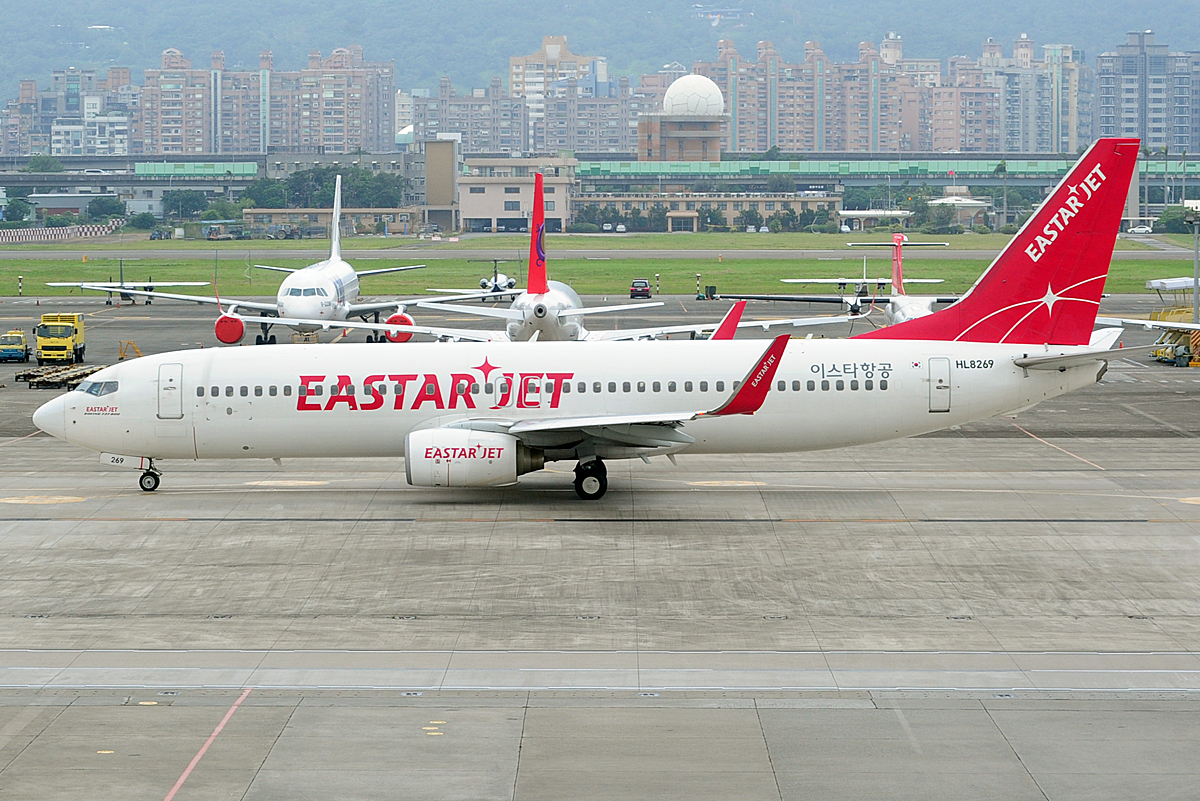
Eastar Jet B737-8Q8

En août 2020, Eastar Jet a poussé à la reprise des fusions et acquisitions et a sélectionné trois entreprises. Eastar Jet a également commencé la restructuration, le plan comprend la réduction de sa flotte de 16 avions à 4 et la réduction de la main-d'œuvre de 1 200 à 400, cependant, Eastar Jet réembauchera l'ensemble de son personnel licencié.

### Partage de code
La compagnie aérienne partage ses codes avec:
- T'way Airlines (sur la ligne Séoul-Gimpo ~ Taipei-Songshan uniquement)

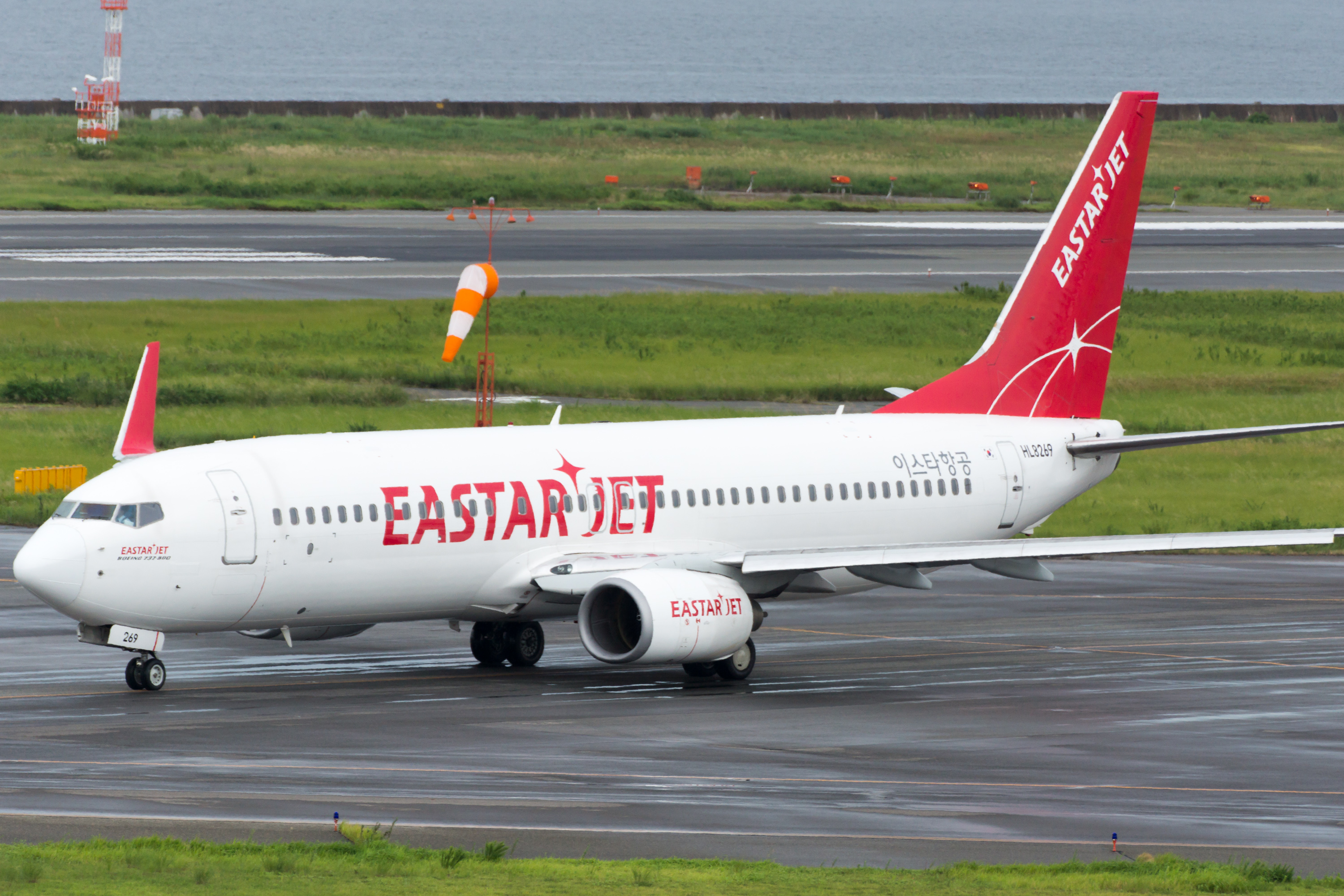
Boeing 737-800 d'Eastar Jet à l'aéroport d'Osaka

## Flotte

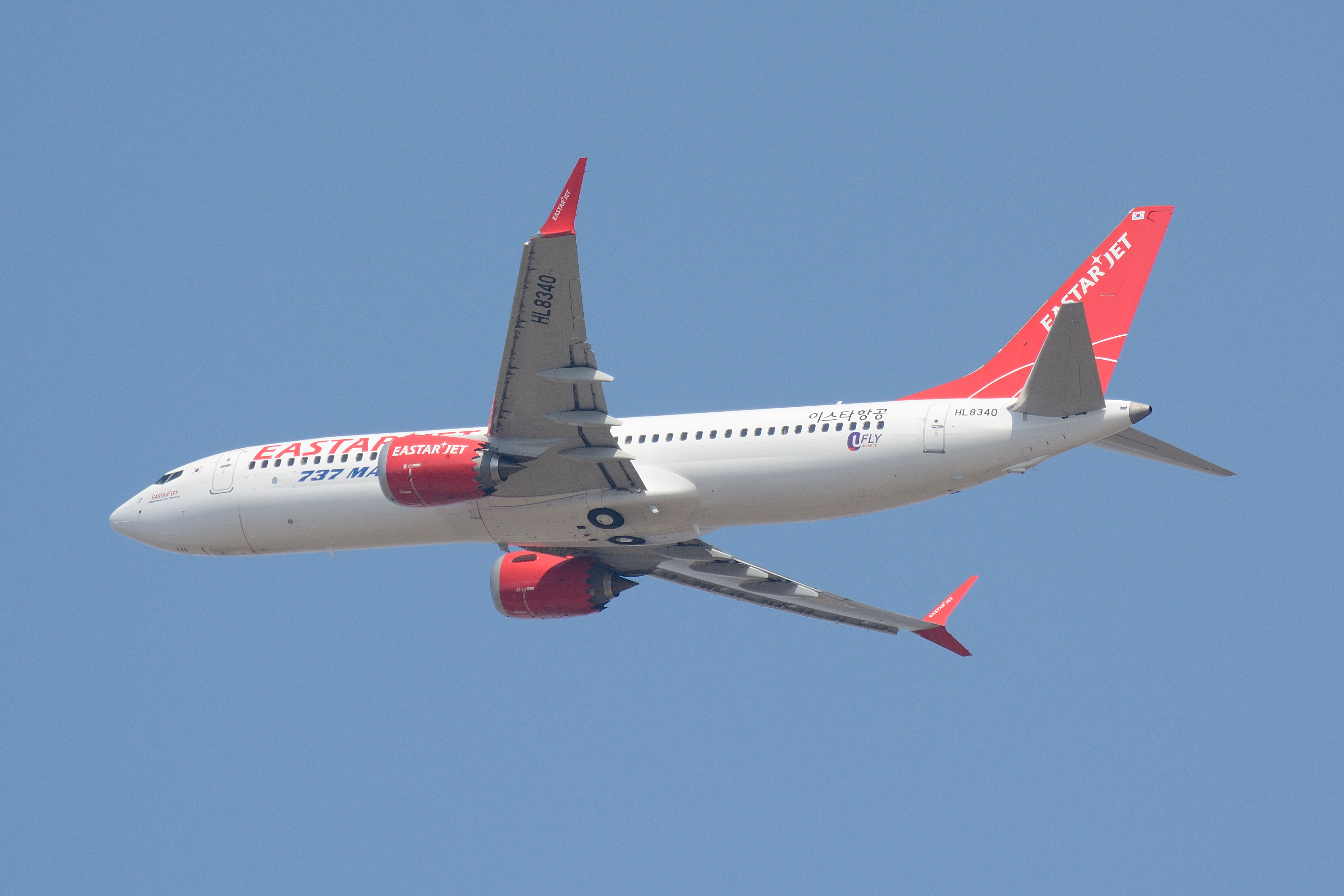
Boeing 737 MAX-8 de la compagnie

En novembre 2020, la flotte d'Eastar Jet se composait des appareils suivants :
| Appareils        | En service | En commande | Passagers | Notes                                        |
| ---------------- | ---------- | ----------- | --------- | -------------------------------------------- |
| Boeing 737-800   | 10         | —           | 149       |                                              |
| Boeing 737-900   | 2          | —           | 189       | 2 loués 2 cédés par Ryanair en octobre 2014. |
| Boeing 737 MAX-8 | 2          | 4           |           |                                              |
| Total            | 14         |             |           |                                              |

Eastar Jet a choisi d'équiper sa flotte d'un seul type appareil par souci de simplicité de maintenance et de coût. La compagnie aérienne a ainsi opté pour la nouvelle génération de Boeing 737-600/700, imitant ainsi le choix de Southwest Airlines et d'EasyJet.

## Ancienne Flotte

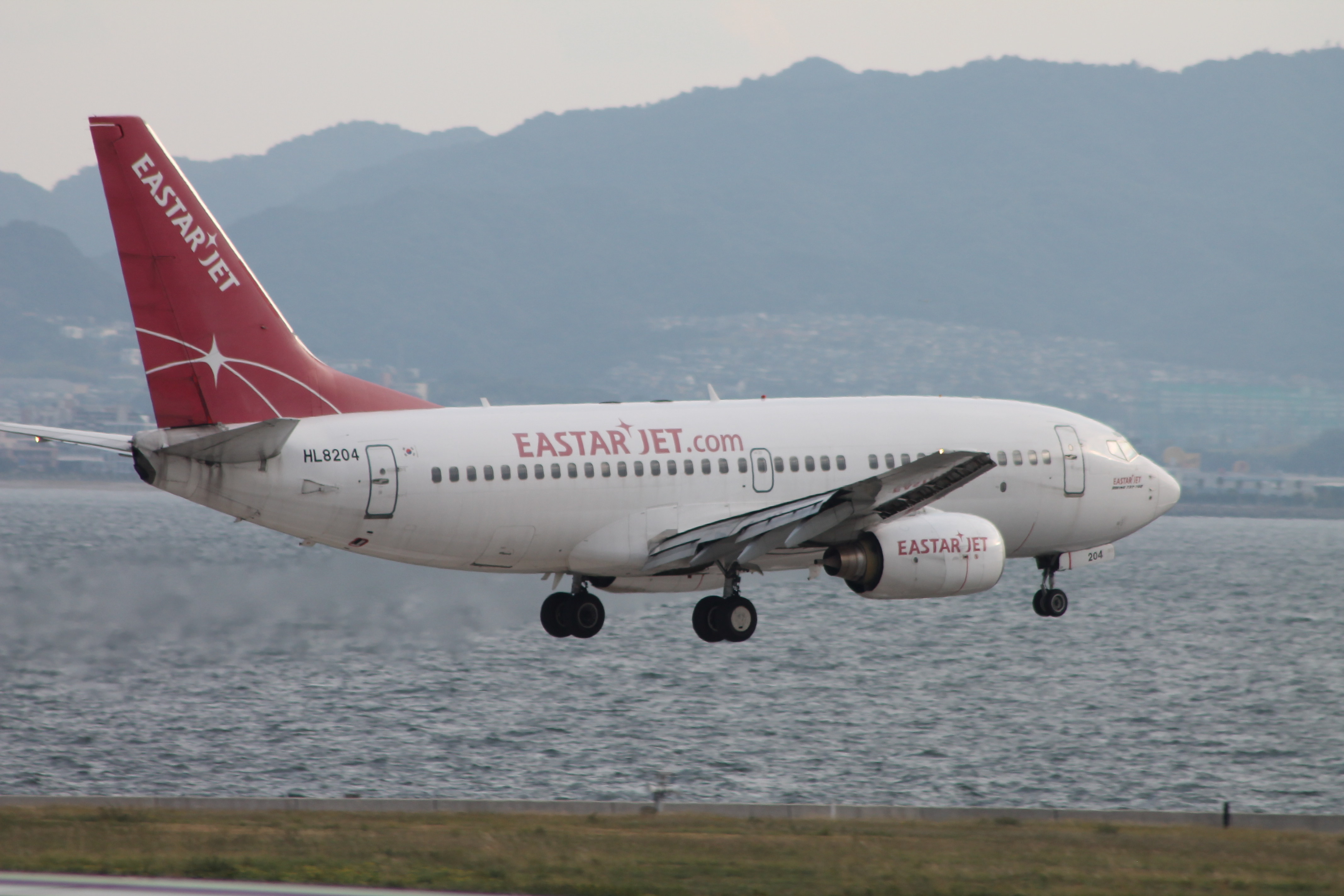
Boeing 737-700 d'Eastar Jet à l'atterrissage sur l'Aéroport international du Kansai, Osaka, Japon. (2012)

| Appareils      | En service | Passagers | Notes                          |
| -------------- | ---------- | --------- | ------------------------------ |
| Boeing 737-600 | 1          | 131       | Acheté à Scandinavian Airlines |
| Boeing 737-700 | 3          | 149       | Acheté à easyJet               |
| Total          | 4          |           |                                |